# Јерингтон (Невада)
Јерингтон (енгл. Yerington) град је у америчкој савезној држави Невада.

## Демографија
По попису из 2010. године број становника је 3.048, што је 165 (5,7%) становника више него 2000. године.
| Група             | 2000.         | 2010.         |
| Белци             | 2.232 (77,4%) | 2.227 (73,1%) |
| Афроамериканци    | 5 (0,2%)      | 19 (0,6%)     |
| Азијати           | 11 (0,4%)     | 17 (0,6%)     |
| Хиспаноамериканци | 445 (15,4%)   | 572 (18,8%)   |
| Укупно            | 2.883         | 3.048         |